# Matomo
Matomo (dawniej Piwik) – otwartoźródłowe oprogramowanie służące do analizy dostępu i ruchu na stronie internetowej, napisane w PHP.
Uważany jest za alternatywę dla Google Analytics, zapewniającą jednocześnie pełną kontrolę nad danymi – przechowywane są one lokalnie.
Program rozwijany jest od 2007 roku przez międzynarodowy zespół i dostępny w kilkudziesięciu wersjach językowych.